# Lac Terant
Lac Terant är en sjö i Kanada.   Den ligger i regionen Côte-Nord och provinsen Québec, i den östra delen av landet, 800 km nordost om huvudstaden Ottawa. Lac Terant ligger 651 meter över havet.
I omgivningarna runt Lac Terant växer i huvudsak barrskog. Trakten runt Lac Terant är nära nog obefolkad, med mindre än två invånare per kvadratkilometer.